# Otmar Becker
Otmar Becker (* 27. Februar 1955) ist ein ehemaliger deutscher Fußballspieler.

## Sportlicher Werdegang
Becker verließ seinen Heimatverein SV Schefflenz im Alter von 18 Jahren, um sich der SpVgg Neckarelz anzuschließen. Mit dem Verein stieg er 1974 in die drittklassige  1. Amateurliga Nordbaden auf. Bei der Einführung der Oberliga Baden-Württemberg im Sommer 1978 verpasste er mit dem Klub die Qualifikation und trat noch eine Spielzeit in der Verbandsliga Baden an.
Im Sommer 1979 wechselte Becker zu Wormatia Worms in die 2. Bundesliga, wo er bis zum Herbst neun Zweitligaspiele vornehmlich als Einwechselspieler bestritt. Im November des Jahres kehrte er in den Amateurbereich zurück und schloss sich dem Verbandsligisten SV Neckargerach an. Mit diesem stieg er am Ende der Spielzeit in die Oberliga Baden-Württemberg auf. Dort verpasste die Mannschaft den Klassenerhalt, stieg aber als Verbandsligameister 1982 direkt erneut auf. An der Seite von Ex-Profis wie Walter Plaggemeyer, Rudi Josef Berhausen, Reinhold Scherpp und Lothar Wardanjan belegte er mit dem Aufsteiger in der Spielzeit 1982/83 den achten Tabellenplatz, ehe er zum Karriereausklang als Spielertrainer zum SV Schefflenz zurückkehrte. Dort spielte er in den 1990er Jahren noch in der zweiten Mannschaft, ehe er nach seinem Karriereende zeitweise das Traineramt beim Verein ausübte.